# 弗拉伊卡
弗拉伊卡（Vlajka）全稱捷克国家社会主义阵营——旗帜（ Český národně Socialistický tábor — Vlajka）是捷克斯洛伐克的一个小型法西斯主义、反犹太主义、民族主義组织。弗拉伊卡旗下的同名官方报纸《旗帜》创办于1928年，首位编辑是米洛什·马伊克斯纳尔。在国家被纳粹德国侵占期间，弗拉伊卡曾与纳粹合作，而后者却将其封禁，捷克和斯洛伐克擺脫纳粹德国統治后，弗拉伊卡成员均遭到清算。

## 弗拉伊卡的历史
捷克斯洛伐克第二共和國时期（1938-1939），弗拉伊卡策划过针对犹太人组织的炸弹袭击，以报复他们所认为的掌控了国家经济的犹太人；弗拉伊卡还认为当时的贝兰政府支持犹太人将资产转移到国外，这也是他们策划袭击的理由。1939年1月，弗拉伊卡在赫拉德茨-克拉洛韦的一座犹太教堂实施了首次炸弹袭击。甚至在德国于1939年3月占领捷克斯洛伐克后，弗拉伊卡依旧没有停止此类袭击，因为他们对自己在波希米亞和摩拉維亞保護國地位不高而不满，还觉得当时的反犹政策不够严酷。这一系列袭击最终只造成弗拉伊卡自己出现伤亡（两名成员因处理炸药不当而意外身亡），但依然给受害者造成了巨大财产损失。